# Thompsonites
Thompsonites es un género de foraminífero bentónico de la subfamilia Schwagerininae, de la familia Schwagerinidae, de la superfamilia Fusulinoidea, del suborden Fusulinina y del orden Fusulinida. Su especie tipo es Schwagerina campensis. Su rango cronoestratigráfico abarcaba desde el Pennsylvaniense (Carbonífero superior) hasta el Cisuraliense (Pérmico inferior).

## Discusión
Clasificaciones más recientes incluyen Thompsonites en la superfamilia Schwagerinoidea, y en la subclase Fusulinana de la clase Fusulinata.

## Clasificación
Thompsonites incluye a las siguientes especies:
- Thompsonites campensis †
- Thompsonites gracilitatis †
- Thompsonites pinosensis †
- Thompsonites turki †

Otras especies consideradas en Sakmarella son:
- Thompsonites longissimoidea †, de posición genérica incierta
- Thompsonites providens †, de posición genérica incierta
- Thompsonites robleda †, de posición genérica incierta